# La Chapelle-Erbrée
La Chapelle-Erbrée è un comune francese di 641 abitanti situato nel dipartimento dell'Ille-et-Vilaine nella regione della Bretagna.

## Società

### Evoluzione demografica
Abitanti censiti